# TCEA2
TCEA2‏ (Transcription elongation factor A2) هوَ بروتين يُشَفر بواسطة جين TCEA2 في الإنسان.